# Diego López de Zúñiga (m. 1479)
Diego López de Zúñiga (c. 1415-1479). Fue un ricohombre castellano de la Casa de Zúñiga, hijo de Pedro de Zúñiga y de Isabel de Guzmán.
Fue I conde de Miranda del Castañar, y señor de Candeleda y de la Puebla de Santiago y alcalde mayor de Murcia.

## Filiación
Su padre era justicia mayor y alguacil mayor Castilla, I conde de Ledesma, I conde de Plasencia, II señor de Béjar, I señor de Miranda del Castañar, Candeleda, Puebla de Santiago y otras villas. Su madre era III señora de Gibraleón, hija de Álvar Pérez de Guzmán, señor de Gibraleón, y de su esposa Elvira de Ayala. Diego era el hermano menor de Álvaro de Zúñiga y Guzmán, II conde de Plasencia, luego I duque de Plasencia, I duque de Béjar. Su padre Pedro otorgó escritura de arras, juramento y ratificación del mismo el 5 de agosto de 1439 a favor de Aldonza de Avellaneda, X señora de Avellaneda y Aza, para el matrimonio de Diego con Aldonza.
Diego contrajo matrimonio con Aldonza Ochoa de Avellaneda en 1447,X señora de Avellaneda, Aza, Fuente Almejir, Peñaranda de Duero, Íscar, Candeleda y otras villas e hija de Juan de Avellaneda, IX señor de Avellaneda, alférez mayor del rey de Castilla y León, Juan II, y de su esposa Constanza de Arellano y Sarmiento, hija de Carlos de Arellano, señor de los Cameros, y de su esposa Constanza Sarmiento de Villalobos. Tuvieron varios hijos y hijas: 
- Pedro de Zúñiga y Avellaneda, fue su heredero
- Isabel, casada con Pedro González de Mendoza y Luna, I conde de Monteagudo de Mendoza
- Constanza, casada con Francisco Sarmiento de Villaflor, II conde de Santa Marta

Diego fue el amante de María de Sandoval y Avellaneda, viuda de Diego Gómez Manrique de Lara, I conde de Treviño, con quien se casó en 1470. María era hija de Diego Gómez de Sandoval, I conde de Castrogeriz, y de su esposa Beatriz de Avellaneda y Cisneros.

## Al servicio del rey Enrique IV de Castilla
El rey de Castilla y León, Enrique IV le otorgó en por real cédula fechada en Palencia el 9 de febrero de 1457 el título de conde de Miranda del Castañar, sobre los territorios de sus señoríos. El condado de Miranda del Castañar se componía de territorios distribuidos en cuatro provincias: Reino de León, Castilla la Vieja, Castilla la Nueva y Extremadura.

### La intervención del rey Enrique IV en Navarra
A la sucesión de Juan II, rey de Navarra, en la corona de Aragón, y teniendo presente los latentes problemas de Navarra y de Castilla, los reyes Juan II y Enrique IV propusieron resolverlos por lazos matrimoniales.
Diego fue nombrado embajador en la corte del rey de Navarra y Aragón, Juan II. Negoció varios meses, hasta fines del año 1460, con Carlos, príncipe de Viana, por el matrimonio con Isabel, hermanastra del rey de Castilla y León, Enrique IV. Su misión tuvo éxito y el príncipe de Viana aceptó el enlace, pese a las promesas hechas a su padre, el rey de Navarra y Aragón, Juan II. El marqués de Villena, Juan Pacheco, valido del rey Enrique IV de Castilla, en un juego doble informa a través de Fadrique Enríquez, Almirante de Castilla, a Juana Enríquez, reina de Aragón, su hija, sobre los acuerdos con el príncipe de Viana. El rey Juan II ordenó la prisión del príncipe de Viana el 2 de diciembre de 1460. En la guerra civil de Navarra, el rey de Castilla, Enrique IV, ayuda a Carlos, príncipe de Viana. El rey de Navarra y Aragón, Juan II, se rinde ante su hijo Carlos, príncipe de Viana, y firma la Concordia de Villafranca en julio de 1461. El príncipe de Viana murió el 23 de septiembre de 1461.

### La rebelión de la nobleza y la proclamación de Alfonso XII
En la asamblea convocada por el marqués de Villena, Juan Pacheco, que tuvo lugar en Burgos entre el 26 y 28 de septiembre de 1464, donde reunida la alta nobleza, entre ellos el II conde de Plasencia, Álvaro de Zúñiga y Guzmán, y su hermano Diego, I conde de Miranda, así como el cabildo de la catedral y el municipio, se elaboró un manifiesto, que se envió a todas las ciudades del reino en la que se acusaba al válido Beltrán de la Cueva de enajenar la voluntad del rey, de proteger a los infieles, de alterar el valor de la moneda, de intervenir en Navarra y Cataluña y quebrantar la justicia. Además se afirmaba que Juana "la Beltraneja", no era hija legítima del rey y se exigía el reconocimiento del infante Alfonso, medio hermano del rey, como heredero de la corona. Este fue el principio de la rebelión de la nobleza.
Participó en el destronamiento simbólico del rey Enrique IV en Ávila por los nobles, que se reunieron el 5 de junio de 1465 fuera de las murallas, donde levantaron un tablado de madera. En él colocaron un muñeco vestido de luto, con corona y manto, espada y cetro, representando la persona del rey Enrique IV. Carrillo, Arzobispo de Toledo, le quitó la corona, Álvaro de Zúñiga y Guzmán, II conde de Plasencia, la espada, Rodrigo Alonso Pimentel, conde de Benavente, el cetro y Diego, I conde de Miranda, derribó el muñeco a patadas acompañando el gesto con palabras soeces. En el mismo lugar se hizo luego la proclamación de Alfonso XII como rey de Castilla. Álvaro y Diego de Zúñiga acompañados de los otros nobles llevan a su nuevo Rey a Valladolid.
La nobleza rebelde contaba con una fuerza formidable, entre ellos los Zúñiga. En esta época Álvaro de Zúñiga, II conde de Plasencia, tenía en su poder el semicírculo formado por Ávila a Cáceres y Diego, I conde de Miranda, Osma.
A fines de noviembre de 1465 los Zúñiga recogieron los solemnes juramentos de fidelidad al rey Alfonso XII de Castilla por parte del conde de Arcos, Juan Ponce de León, del duque de Medina Sidonia, Juan Alonso de Guzmán, y del municipio sevillano. Diego, I conde de Miranda, es nombrado corregidor de Sevilla, pero la ciudad logró imponer sus condiciones y él no consiguió posesionarse de su cargo. Diego falleció en Valladolid en 1479.